# Itea virginica
Itea virginica är en tvåhjärtbladig växtart som beskrevs av Carl von Linné. Itea virginica ingår i släktet Itea och familjen Iteaceae. Inga underarter finns listade i Catalogue of Life.

## Bildgalleri

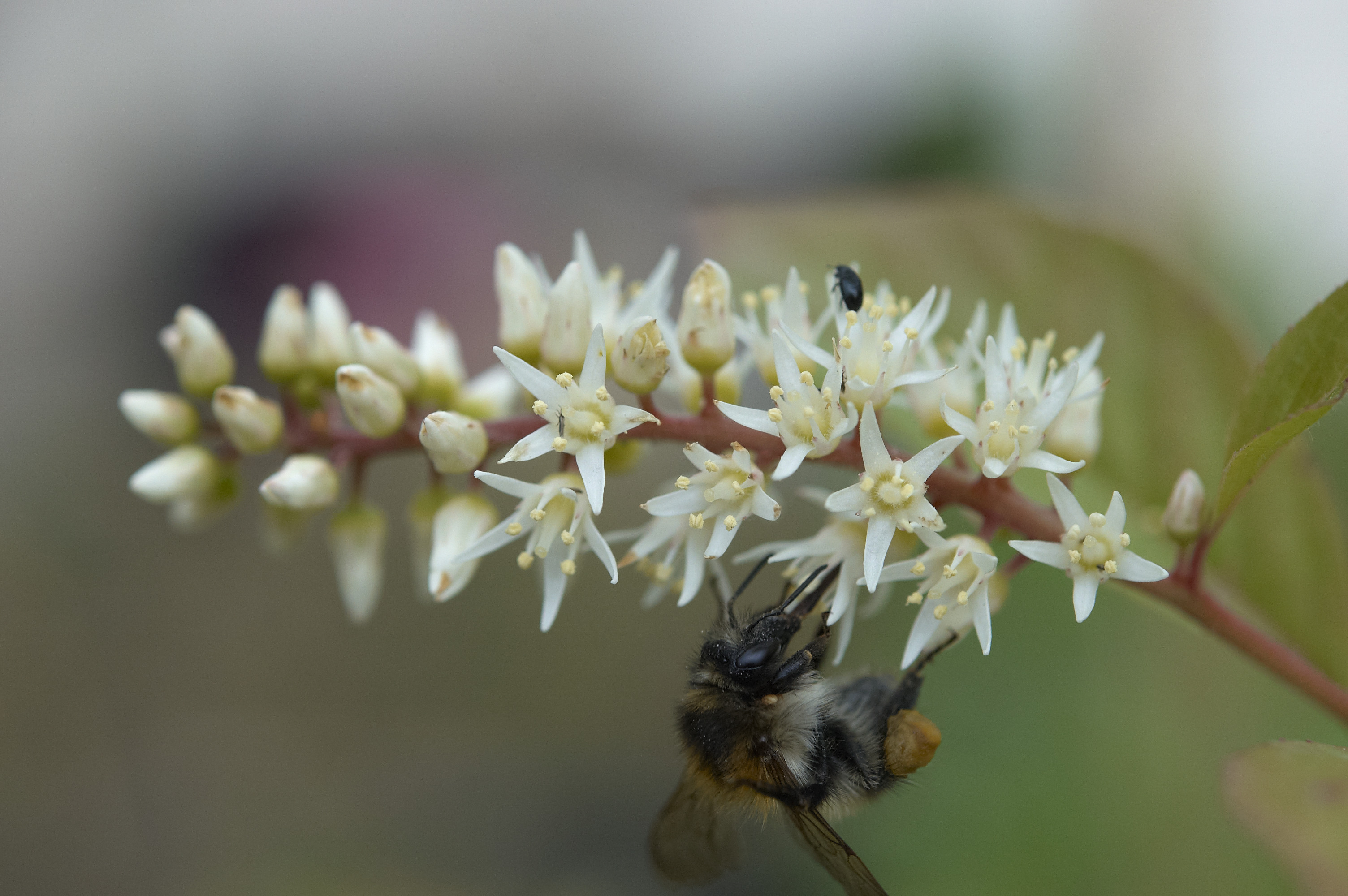
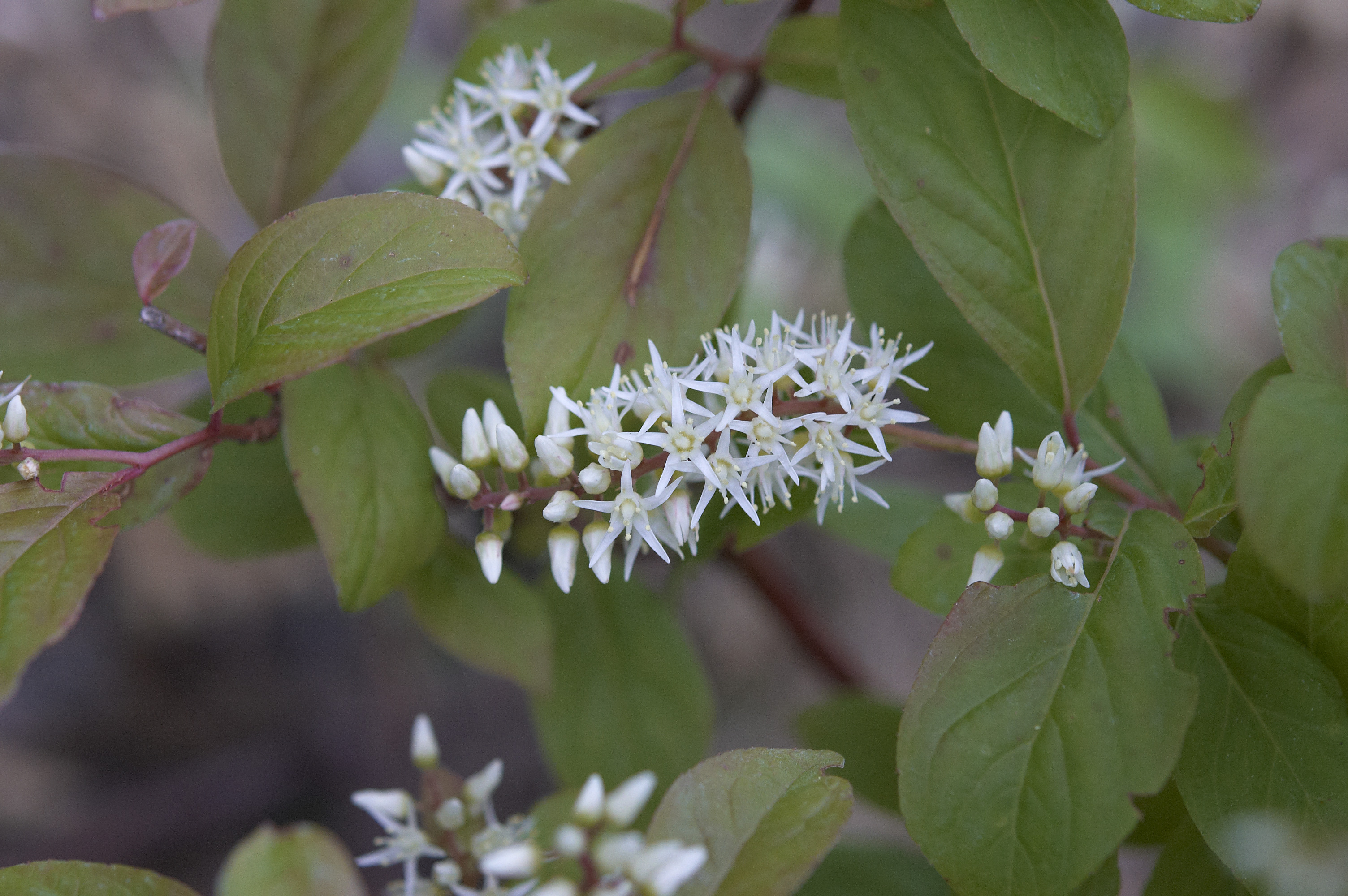
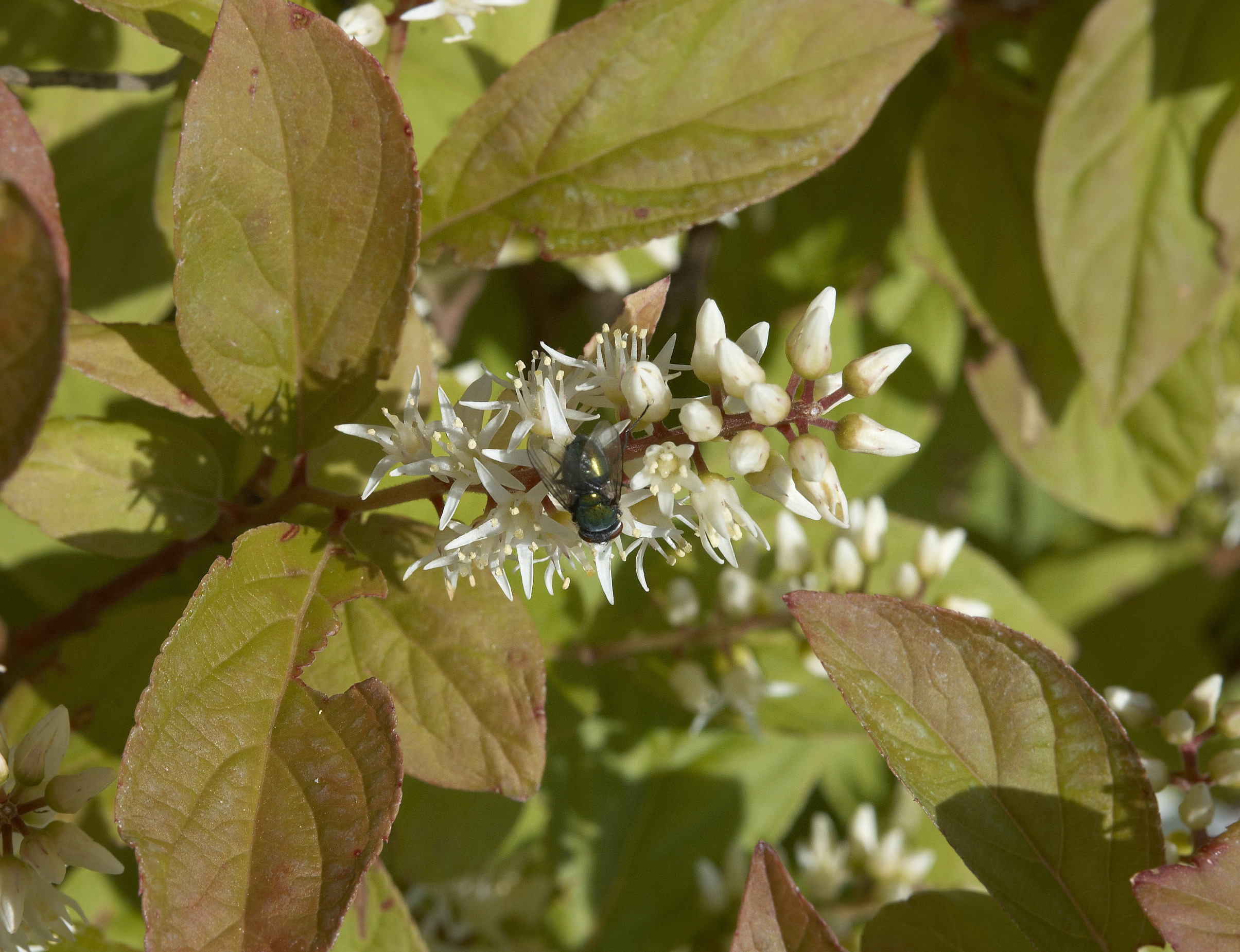
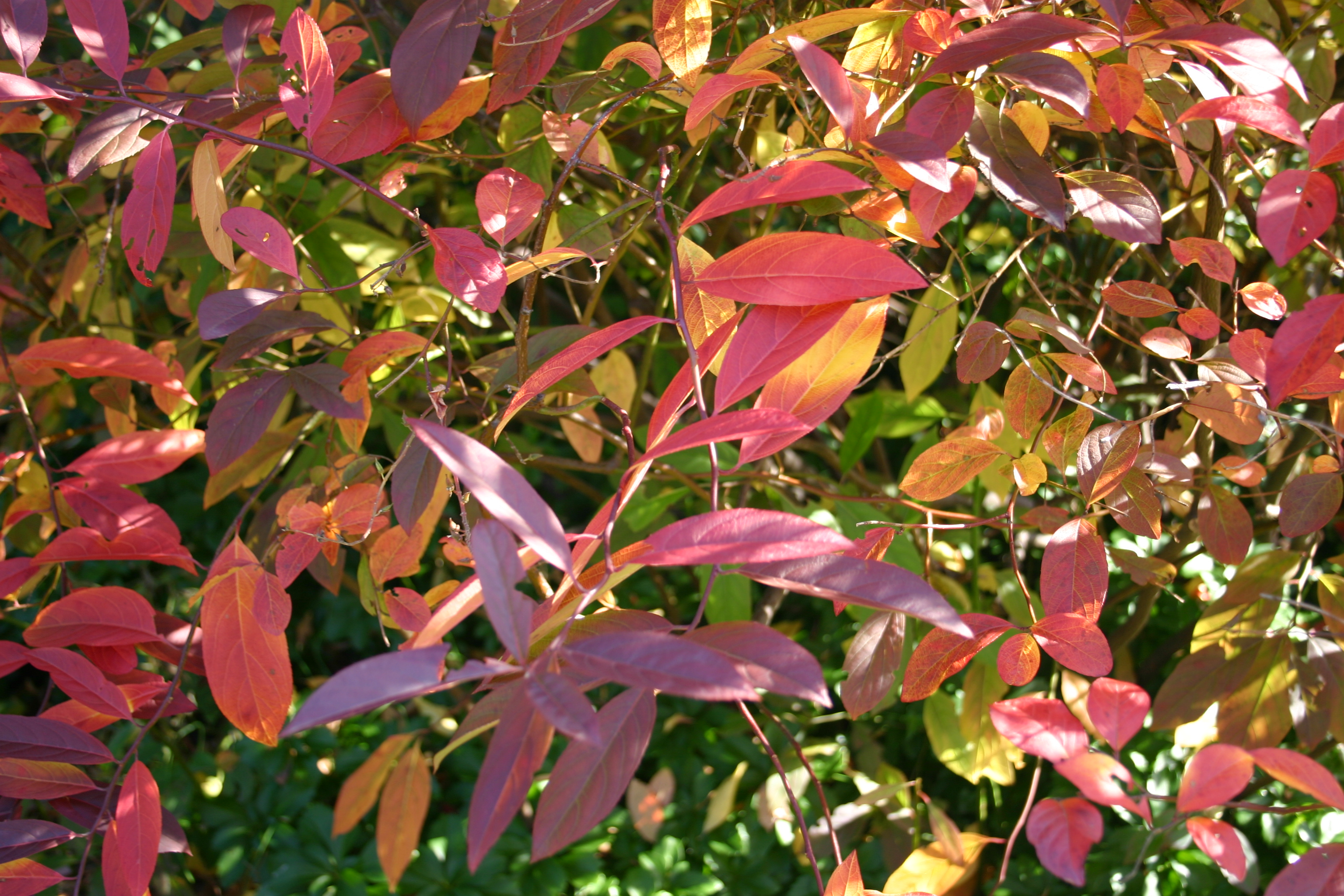
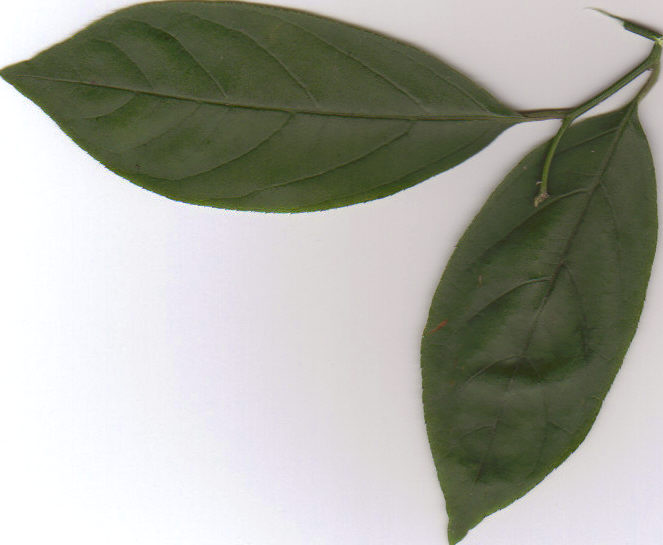
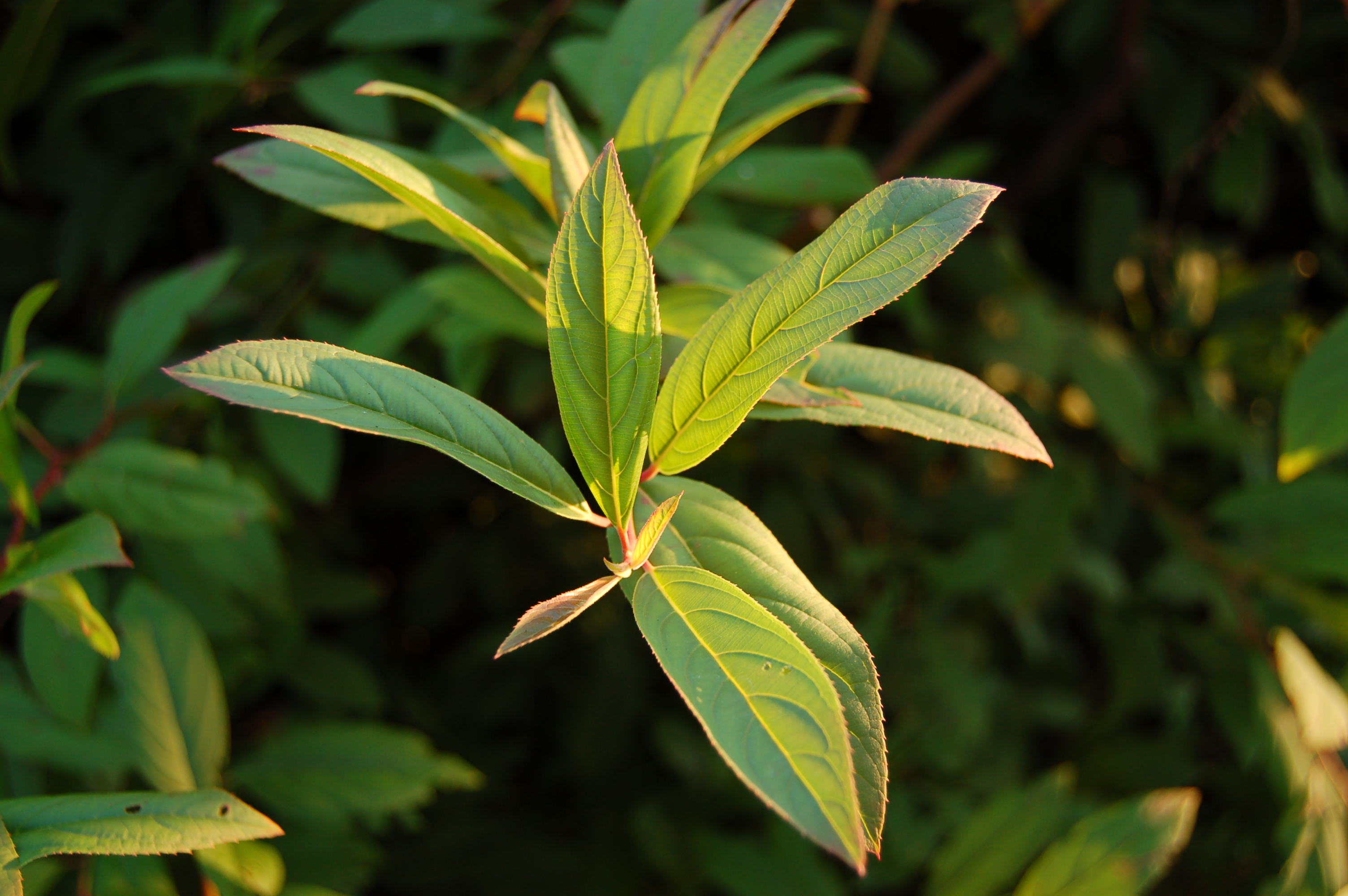